# Thorgal: Kriss de Valnor
Thorgal: Kriss de Valnor (fr. Les Mondes de Thorgal: Kriss de Valnor) – belgijska seria komiksowa autorstwa Yves'a Sente'a (scenariusz do tomów 1–5), Xaviera Dorisona (scenariusz do tomów 6. i 7. we współpracy z Mathieu Mariolle'em), Giulia de Vita (rysunki do tomów 1–5), Romana Surżenki (rysunki do tomu 6.) i Frédérica Vignaux (rysunki do tomów 7 i 8). Autorem okładek jest Grzegorz Rosiński. Jest to cykl poboczny serii Thorgal. Pierwszy tom serii ukazał się w listopadzie 2010 po francusku nakładem wydawnictwa Le Lombard i po polsku nakładem Egmont Polska. Ostatni, ósmy tom ukazał się w październiku 2018. 

## Streszczenie
Cykl opowiada o losach Kriss de Valnor. Akcja rozpoczyna się tuż po jej śmierci przedstawionej w 28. tomie serii Thorgal. Kriss trafia przed oblicze bogini Frigg. Aby zostać przyjętą w chwale do królestwa zaświatów, Kriss musi najpierw opowiedzieć o swoim życiu, co zaważy na ocenie jej czynów.

## Tomy
| Tom | Tytuł i rok I wydania polskiego | Tytuł i rok I wydania oryginalnego |
| --- | ------------------------------- | ---------------------------------- |
| 1   | Nie zapominam o niczym! (2010)  | Je n'oublie rien! (2010)           |
| 2   | Wyrok walkirii (2012)           | La Sentence des Walkyries (2012)   |
| 3   | Czyn godny królowej (2012)      | Digne d'une reine (2012)           |
| 4   | Sojusze (2013)                  | Alliances (2013)                   |
| 5   | Czerwona jak Raheborg (2014)    | Rouge comme le Raheborg (2014)     |
| 6   | Wyspa zaginionych dzieci (2015) | L'Île des enfants perdus (2015)    |
| 7   | Góra czasu (2017)               | Le Montagne du temps (2017)        |
| 8   | Strażnik sprawiedliwości (2018) | Le Maître de justice (2018)        |